# Nationaal Songfestival 1993
Het Nationaal Songfestival in 1993 werd op 26 maart gehouden en gepresenteerd door Paul de Leeuw. Het evenement vond plaats in de Escape in Amsterdam.
Zangeres Ruth Jacott bracht 8 verschillende liedjes waarvan "Vrede" won. Tijdens de nationale finale konden provinciale jury’s kiezen uit 8 liedjes die allen door Ruth werden gezongen. De nummers werden weliswaar live gezongen, maar waren eerder opgenomen. 
Met het lied Vrede trad Jacott aan op het Eurovisiesongfestival 1993 in Ierland en eindigde op een 6de plaats met 92 punten.

## Einduitslag
| Plaats | Titel               | Punten | Schrijver(s)                                     |
| ------ | ------------------- | ------ | ------------------------------------------------ |
| 1      | Vrede               | 83     | Eric van Tijn / Jochem Fluitsma / Henk Westbroek |
| 2      | Loop met me mee     | 76     | Edwin Schimscheimer                              |
| 3      | Waar blijft de tijd | 71     | J. v.d. Kerkhof                                  |
| 4      | Medeleven           | 63     | Alan Michael / Gerrit den Braber                 |
| 5      | Blijf bij mij       | 54     | Guus Westdorp / Lisa Boray / Ton op 't Hof       |
| 6      | Tederheid           | 50     | Gina de Wit                                      |
| 7      | Kom op              | 49     | Franky Douglas / Mildred Douglas                 |
| 8      | Ik hou van jou      | 22     | Jan Kisjes                                       |

1956 · 1957 · 1958 · 1959 · 1960 · 1961 · 1962 · 1963 · 1964 · 1965 · 1966 · 1967 · 1968 · 1969 · 1970 · 1971 · 1972 · 1973 · 1974 · 1975 · 1976 · 1977 · 1978 · 1979 · 1980 · 1981 · 1982 · 1983 · 1984 · 1986 · 1987 · 1988 · 1989 · 1990 · 1992 · 1993 · 1994 · 1996 · 1997 · 1998 · 1999 · 2000 · 2001 · 2003 · 2004 · 2005 · 2006 · 2007 · 2008 · 2009 · 2010 · 2011 · 2012